# Pilea johnstonii
Pilea johnstonii är en nässelväxtart. Pilea johnstonii ingår i släktet pileor, och familjen nässelväxter.

## Underarter
Arten delas in i följande underarter:
- P. j. johnstonii
- P. j. kiwuensis
- P. j. rwandensis